# Sosticus loricatus
Sosticus loricatus är en spindelart som först beskrevs av Ludwig Carl Christian Koch 1866.  Sosticus loricatus ingår i släktet Sosticus och familjen plattbuksspindlar. Inga underarter finns listade i Catalogue of Life.